# Skito Litimba
Skito Botomoito Litimba (* 7. Juli 1977 in Kinshasa) ist ein ehemaliger kongolesischer Fußballnationalspieler, der überwiegend in Deutschland spielte.

## Laufbahn
Der Stürmer mit französischem Pass spielte zu Beginn seiner Karriere bei AS Vita Club Kinshasa im Kongo, bevor er 1998 nach Deutschland kam und gemeinsam mit seinem Landsmann Musemestre Bamba für LR Ahlen spielte. Unter Trainer Franz-Josef Tenhagen feierte das Team in der Saison 1999/2000 den Aufstieg in die 2. Bundesliga. 2001 wechselte Litimba zum SC Paderborn 07 in die Regionalliga Nord. Nach einer kurzen Rückkehr nach Ahlen, wo er in der Reserve unter Coach Frank Saborowski spielte, folgte der Angreifer 2003 seinem früheren Trainer Jupp Tenhagen zum 1. FC Bocholt, für den er in den folgenden vier Jahren in der Oberliga Nordrhein auf Torejagd ging. Im Sommer 2007 wechselte Litimba zum SV Straelen.
Mit der Nationalmannschaft des Kongo nahm Litimba an der Afrikameisterschaft 1998 in Burkina Faso teil und wurde Dritter. Nach Siegen unter anderem über Ghana und Kamerun unterlag sein Team im Halbfinale gegen Südafrika mit 1:2 nach Verlängerung.